# Findara
Findara (arab. فندارة) – miejscowość w Syrii, w muhafazie Hama. W 2004 roku liczyła 1594 mieszkańców.